# Where Did All the Love Go?
Where Did All the Love Go? — це другий сингл з альбому West Ryder Pauper Lunatic Asylum, британського гурту «Kasabian», який вийшов на фізичному носії.

## Трек-лист
- 2-Track CD PARADISE64

1. "Where Did All the Love Go?" – 4:18
2. "Vlad the Impaler" (Zane Lowe Remix) - 4:32

- 10" PARADISE65

1. "Where Did All the Love Go?" – 4:18
2. "Where Did All the Love Go?" (Burns Remix) - 6:07

- Digital Download

1. "Where Did All the Love Go?" (Live at Le Live De La Sema) - 4:30

- iTunes Bundle

1. "Where Did All the Love Go?" – 4:18
2. "Vlad the Impaler" (Zane Lowe Remix) - 4:32
3. "Where Did All the Love Go?" (Burns Remix) - 6:07
4. "Take Aim" (Dan the Automator Remix) - 5:17

- 2-Track Radio Promo CD

1. "Where Did All the Love Go?" (Radio Edit) – 4:14
2. "Where Did All the Love Go?" (Instrumental) – 4:26

## Виноски
1. ↑  Архівована копія. Архів оригіналу за 8 липня 2013. Процитовано 26 липня 2010.{{cite web}}:  Обслуговування CS1: Сторінки з текстом «archived copy» як значення параметру title (посилання) [Архівовано 2012-02-22 у Wayback Machine.]